# Luma apiculata
Luma apiculata ist eine Pflanzenart innerhalb der Familie der Myrtengewächse (Myrtaceae). Sie ist in Chile und Argentinien beheimatet und wird dort wie viele andere Arten der Familie Myrtaceae „Arrayán“ genannt.

## Beschreibung

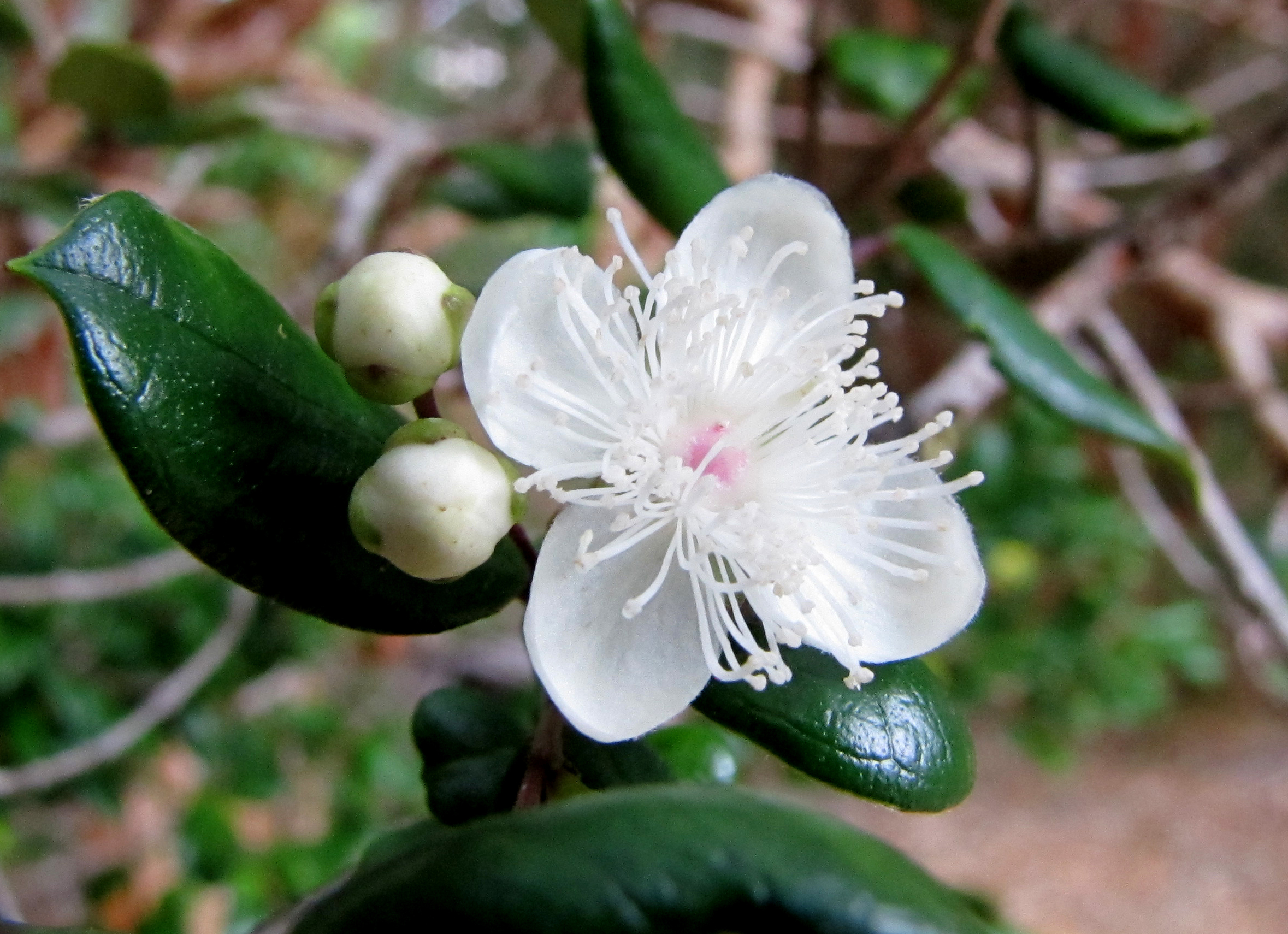
Einfaches, zugespitztes Laubblatt und Blüte mit vier weißen Kronblättern und vielen Staubblättern.

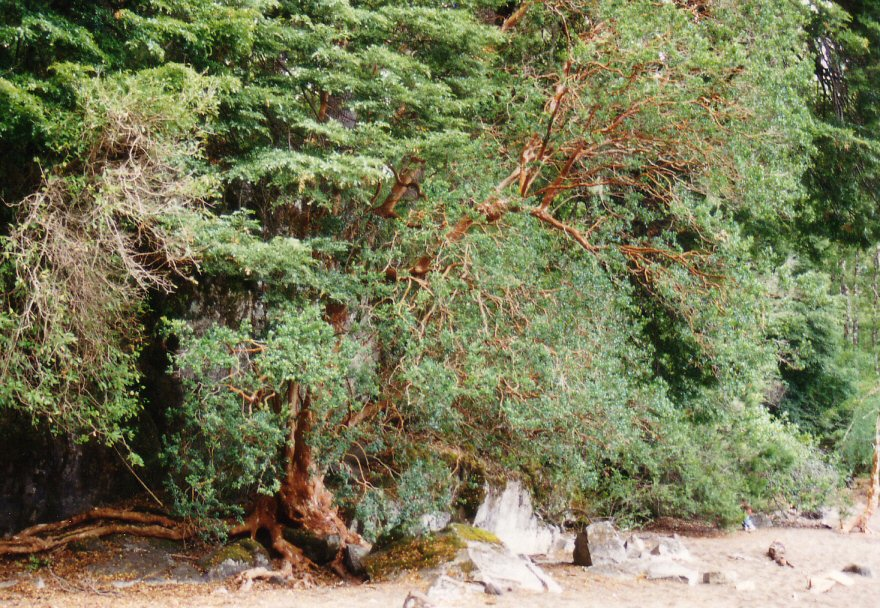
Habitus

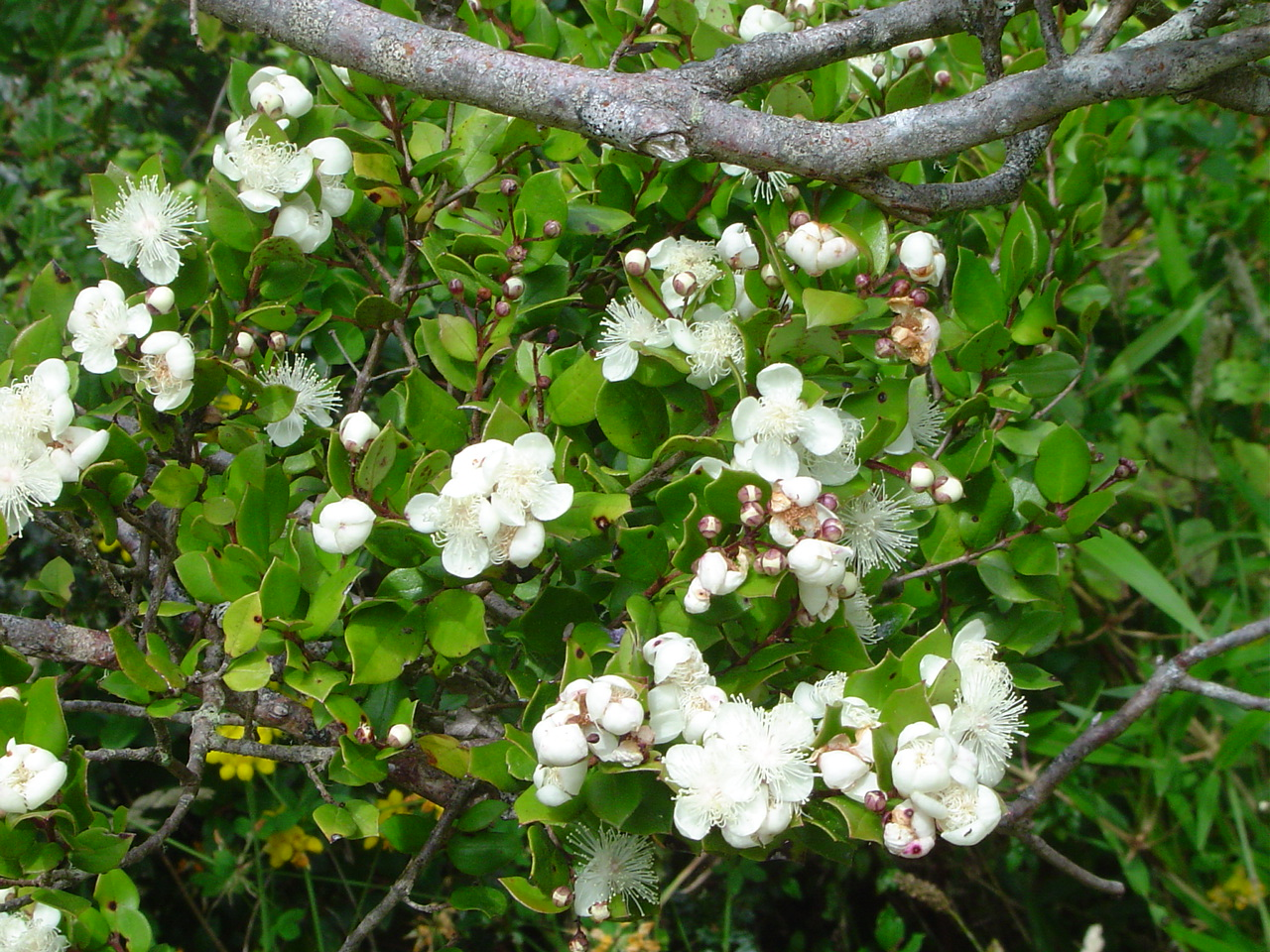
Laubblätter und Blüten.

### Erscheinungsbild und Blatt
Luma apiculata wächst als immergrüner Baum (bis Strauch), der Wuchshöhen von bis zu 25 Meter und Stammdurchmesser von bis zu 60 Zentimeter erreicht. Die obere, zimtfarbene Borke schält sich leicht ab und die weißliche, glatte Rinde wird sichtbar. Die Rinde der Zweige ist rötlich-flaumig behaart.
Die duftenden, gegenständig angeordneten Laubblätter sind in Blattstiel und Blattspreite gegliedert. Der Blattstiel ist mit einer Länge von 1 bis 2 mm  relativ kurz. Die einfache Blattspreite ist bei einer Länge von 1 bis 2,5 Zentimeter und einer Breite von 0,5 bis 2 Zentimeter elliptisch mit fein zugespitztem oberen Ende (daher das Artepitheton apiculata). Der Mittelnerv und der Blattrand sind meist flaumig behaart.

### Blüte, Frucht und Samen
Die Blütezeit reicht in Südamerika von Januar bis Februar. In den Blattachseln stehen auf einem 7 bis 12 mm langen Blütenstandsschaft drei bis fünf Blüten zusammen. Die zwittrigen Blüten sind radiärsymmetrisch und vierzählig mit doppelter Blütenhülle. Die vier Kelchblätter sind verwachsen. Die vier freien Kronblätter sind weiß und 6 bis 9 mm lang. Die 170 bis 300 Staubblätter sind 5 bis 7 mm lang. Der 6 bis 7 mm lange Griffel endet in einer einfachen Narbe. 
Die essbare, fleischige und glänzende Beere ist bei einem Durchmesser von bis zu 1 cm fast kugelig, färbt sich bei Reife schwarz-violett und enthält 1 bis 16 Samen. Der Same ist 3 bis 6 mm lang.

## Vorkommen
Luma apiculata ist im südlichen Südamerika in Chile und Argentinien heimisch. Er kommt in Chile in den Regionen V bis XI von Valparaíso bis Aisén in Höhenlagen bis zu 700 Meter vor. In Argentinien liegt das Verbreitungsgebiet in den Regionen Chubut, Neuquén und Río Negro.
Die Standorte sind meist feucht, aber nie mit Staunässe. Am häufigsten kommt Luma apiculata in Immergrünen Wäldern, oder vergesellschaftet mit Hualo-Südbuche (Nothofagus glauca), Rauli-Südbuche (Nothofagus alpina) sowie Coihue-Südbuche (Nothofagus dombeyi), Patagonische Zypresse = Alerce (Fitzroya cupressoides) und Chilezeder (Austrocedrus chilensis) vor.

## Taxonomie
Die Erstbeschreibung erfolgte 1828 unter dem Namen (Basionym) Eugenia apiculata durch den Schweizer Botaniker Augustin-Pyrame de Candolle in Prodromus Systematis Naturalis Regni Vegetabilis, Band 3, S. 276. Der deutsche Botaniker Carl Burret stellte 1941 in Notizblatt des Botanischen Gartens und Museums zu Berlin-Dahlem, Band 15 (3), S. 523 diese Art unter dem Namen Luma apiculata in die Gattung Luma. Das Artepitheton apiculata bezieht sich auf die Form der Laubblätter. Weitere Synonyme für Luma apiculata (DC.) Burret sind Eugenia luma O.Berg und Myrceugenia apiculata (DC.) Nied..

## Nutzung
Die Früchte sind essbar.
Der Arrayán wurde von den Mapuche zu medizinischen Zwecken eingesetzt. 
Das sehr harte und resistente Holz wird beispielsweise zu Werkzeugstielen verarbeitet oder ergibt gutes Brennholz.
Luma apiculata wird als Zierpflanze in Parkanlagen sowie Gärten verwendet und kann geschnitten zu Hecken oder als Bonsai geformt werden.